# Eva Germaine Rimington Taylor
Eva Germaine Rimington Taylor (Highgate, 1879 - Wokingham, 5 de julio de 1966), abreviada frecuentemente como E. G. R. Taylor, fue una geógrafa e historiadora británica.
Huérfana de madre a los tres años, estudió en las escuelas femeninas North London Collegiate School y en la Camden School.  Se graduó en química en la universidad de Londres y durante unos años impartió clases de su especialidad.  Poco después se matriculó en la universidad de Oxford en la rama de geografía, trabajando durante unos años como ayudante del director de la escuela de geografía de Oxford Andrew John Herbertson.  En 1920 ofició como lectora a tiempo parcial en el East London College y al año siguiente en el Birbeck College, donde desarrollaría toda su posterior carrera profesional.
En 1930 fue designada para ser catedrático de universidad de geografía, siendo la primera mujer en ocupar este puesto en la historia del Reino Unido (aunque anteriormente había habido otras catedráticas en diferentes ramas del saber). En 1944 se retiró de la docencia, aunque mantuvo su actividad literaria; invidente desde 1964 por causa de una enfermedad, continuó sus trabajos con la ayuda de la también geógrafa Eila Muriel Joice Campbell hasta su muerte, ocurrida a los 87 años.

## Obras publicadas
Entre sus trabajos, todos ellos escritos en inglés, además de algunos estudios demográficos y colaboraciones habituales con la Hakluyt Society, destacan los siguientes, referentes a temas de geografía e historia:
- Tudor Geography, 1485–1583 (1930);
- Late Tudor and Early Stuart Geography, 1583–1650 (1934);
- The Mathematical Practitioners of Tudor and Stuart England (1954);
- The Haven-Finding Art: a History of Navigation from Odysseus to Captain Cook (1956);
- The Mathematical Practitioners of Hanoverian England (1966).